# فيكتور سيلفا شاكون
فيكتور سيلفا شاكون (بالإسبانية: Víctor Silva Chacón)‏ هو سياسي مكسيكي، ولد في 29 يناير 1959 في المكسيك. حزبياً، نشط في الحزب الثوري المؤسساتي. وقد انتخب عضو مجلس النواب المكسيك.